# Grote Knip
Grote Knip  (en papiamento Playa Abou; o Playa Kenepa Grandi) es una playa en la isla caribeña de Curazao, situada en el lado occidental de la isla, entre las localidades de Westpunt y Lagun. La playa da paso a una pequeña laguna entre rocas altas.
Grote Knip es de libre acceso para el público. La playa se usa como punto de partida para el buceo, debido a la presencia de un arrecife de coral cercano.